# HD 97048
HD 97048 är en ensam stjärna i norra delen av stjärnbilden Kameleonten, som också har variabelbeteckningen CU Chamaeleontis och är en Herbig-Ae/Be-stjärna. Den har en varierande skenbar magnitud av 8,38-8,48 kräver åtminstone en stark handkikare eller ett mindre teleskop för att kunna observeras. Baserat på parallax enligt Gaia Data Release 2 på ca 5,4 mas, beräknas den befinna sig på ett avstånd på ca 603 ljusår (ca 185 parsek) från solen. Den rör sig bort från solen med en heliocentrisk radialhastighet på ca 34 km/s. Stjärna ingår i stjärnföreningen Chamaeleon T1 och är fortfarande inbäddad i det mörka molekylära molnet som den bildas från. Den lyser upp en liten reflektionsnebulosa mot det mörka molnet.

## Egenskaper
HD 97048 är en blå till vit stjärna i huvudserien av spektralklass A0 Vep, som visar starka variabla emissionslinjer i dess spektrum, vilket anger att ett skal omger stjärnan. Den har en massa som är ca 2,5 solmassor, en radie som är ca 1,7 solradier och har ca 33 gånger solens utstrålning av energi från dess fotosfär vid en effektiv temperatur av ca 10 500 K.
Ljusstyrkan hos HD 97048 varierar mellan magnituderna 8,38 och 8,48 och den klassificeras som en Orion-variabel. Dess spektrum är också variabelt. Spektralklassen ges vanligtvis som A0 eller B9, ibland med luminositetsklass jätte, ibland huvudserien. Spektrumet visar starka variabla emissionslinjer som indikerar ett skal som omger stjärnan.

## Planetsystem
HD 97048 har en betydande stoftskiva mellan 40 och 850 AE från stjärnan med en lutning av 40° mot stjärnans ekvatorialplan. Skivan har en hastighetskink hos kolmonoxidgas och ett intensitetsgap vid 130 AE, vilket misstänks orsakas av en planet av typen superjupiter. År 2019 upptäcktes HCO+-jon- och vätecyanidemission från skivan, vilket tyder på att en stor mängd gas kretsar bortom 200 AE-radien.